# Bohemka, Vradiivka
Bohemka (în ucraineană Богемка) este un sat în comuna Dobrojanivka din raionul Vradiivka, regiunea Mîkolaiiv, Ucraina.

## Demografie
Componența lingvistică a localității Bohemka
     Ucraineană (80,53%)
     Rusă (3,32%)
     Română (2,88%)
Conform recensământului din 2001, majoritatea populației localității Bohemka era vorbitoare de ucraineană (80,53%), existând în minoritate și vorbitori de rusă (3,32%) și română (2,88%).